# Стрибки у воду на літніх юнацьких Олімпійських іграх 2010 — вишка, 10 метрів (дівчата)
Змагання зі стрибків у воду з десятиметрової вишки серед дівчат на літніх юнацьких Олімпійських іграх 2010 відбулися у суботу 21 серпня 2010 року в Плавальному комплексі Тао Пайо.

## Медалісти
| Золото          | Срібло                      | Бронза            |
| Лю Цзяо · Китай | Панделела Рінонг · Малайзія | Син Чи Хян · КНДР |

## Результати
Змагання проходили 21 серпня, Кваліфікація о 13:30, фінал о 20:30 (UTC+8)
| Місце | Атлет             | Країна          | Кваліфікація | Кваліфікація | Фінал  | Фінал |
| Місце | Атлет             | Країна          | Очки         | Місце        | Очки   | Місце |
| ----- | ----------------- | --------------- | ------------ | ------------ | ------ | ----- |
| 1     | Лю Цзяо           | Китай           | 491,45       | 1            | 479,60 | 1     |
| 2     | Панделела Рінонг  | Малайзія        | 413,30       | 2            | 454,35 | 2     |
| 3     | Син Чи Хян        | Північна Корея  | 386,20       | 5            | 430,20 | 3     |
| 4     | Анніка Ленс       | США             | 407,00       | 3            | 429,50 | 4     |
| 5     | К'є Дуонг         | Німеччина       | 347,65       | 10           | 388,95 | 5     |
| 6     | Вікторія Потєхіна | Україна         | 383,20       | 6            | 385,95 | 6     |
| 7     | Ханна Тек         | Австралія       | 390,80       | 4            | 375,75 | 7     |
| 8     | Памела Варе       | Канада          | 357,90       | 9            | 373,05 | 8     |
| 9     | Тереза Вальєхо    | Мексика         | 361,20       | 8            | 355,10 | 9     |
| 10    | Меган Сільвестер  | Велика Британія | 377,10       | 7            | 351,60 | 10    |
| 11    | Николи Круз       | Бразилія        | 313,85       | 11           | 322,10 | 11    |
| 12    | Майра Лі          | Сінгапур        | 280,25       | 12           | 273,95 | 12    |